# Piñón
El piñón es la semilla propia de las especies de los géneros Pinus y Araucaria (ambos de la familia Pinaceae). Sus semillas se encuentran en los conos femeninos denominados piñas. En sentido culinario, los piñones son comestibles a manera de frutos secos; sin embargo, en sentido botánico, se clasifican dentro de las semillas. 

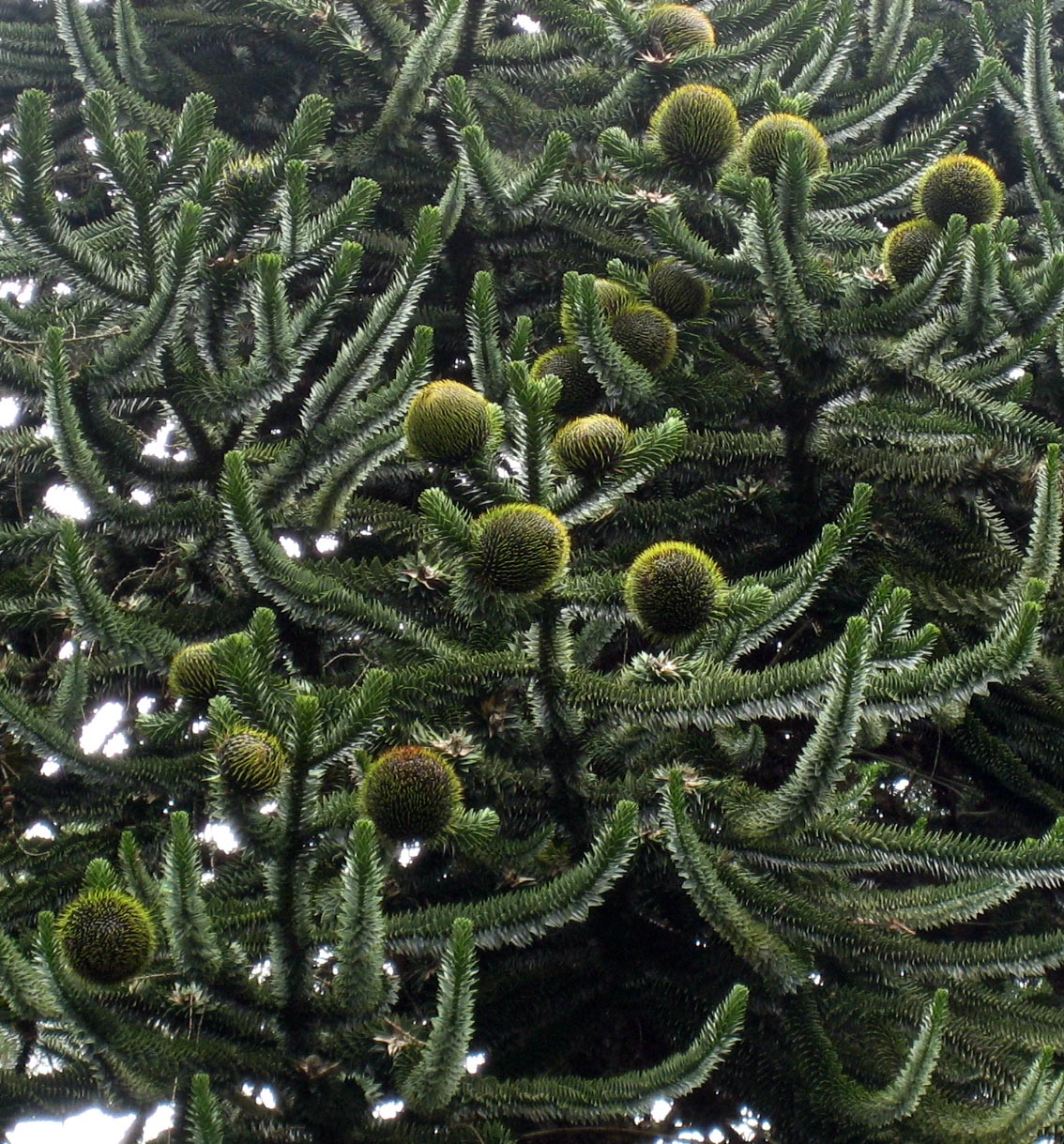
Conos femeninos de la especie Araucaria araucana

Una veintena de especies de pino del género Pinus producen piñones suficientemente grandes como para que su recolección sea productiva; en otras especies, aunque también comestibles, son demasiado pequeños y sin valor para la alimentación humana. En cambio, las especies del género Araucaria se caracterizan por producir piñones de mayor tamaño a las del género Pinus, siendo todas adecuadas para su consumo.

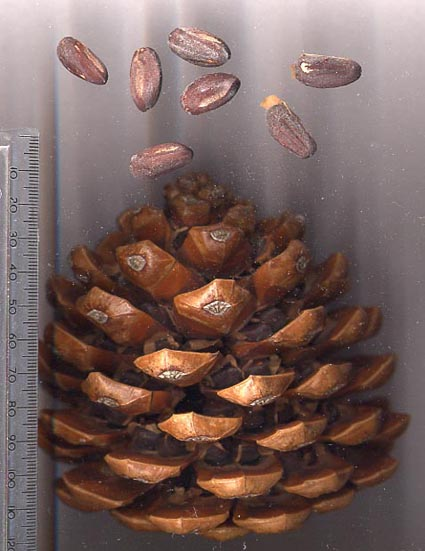
Piña de Pinus pinea con piñones - nótese que hay dos piñones sobre cada escama de la piña.

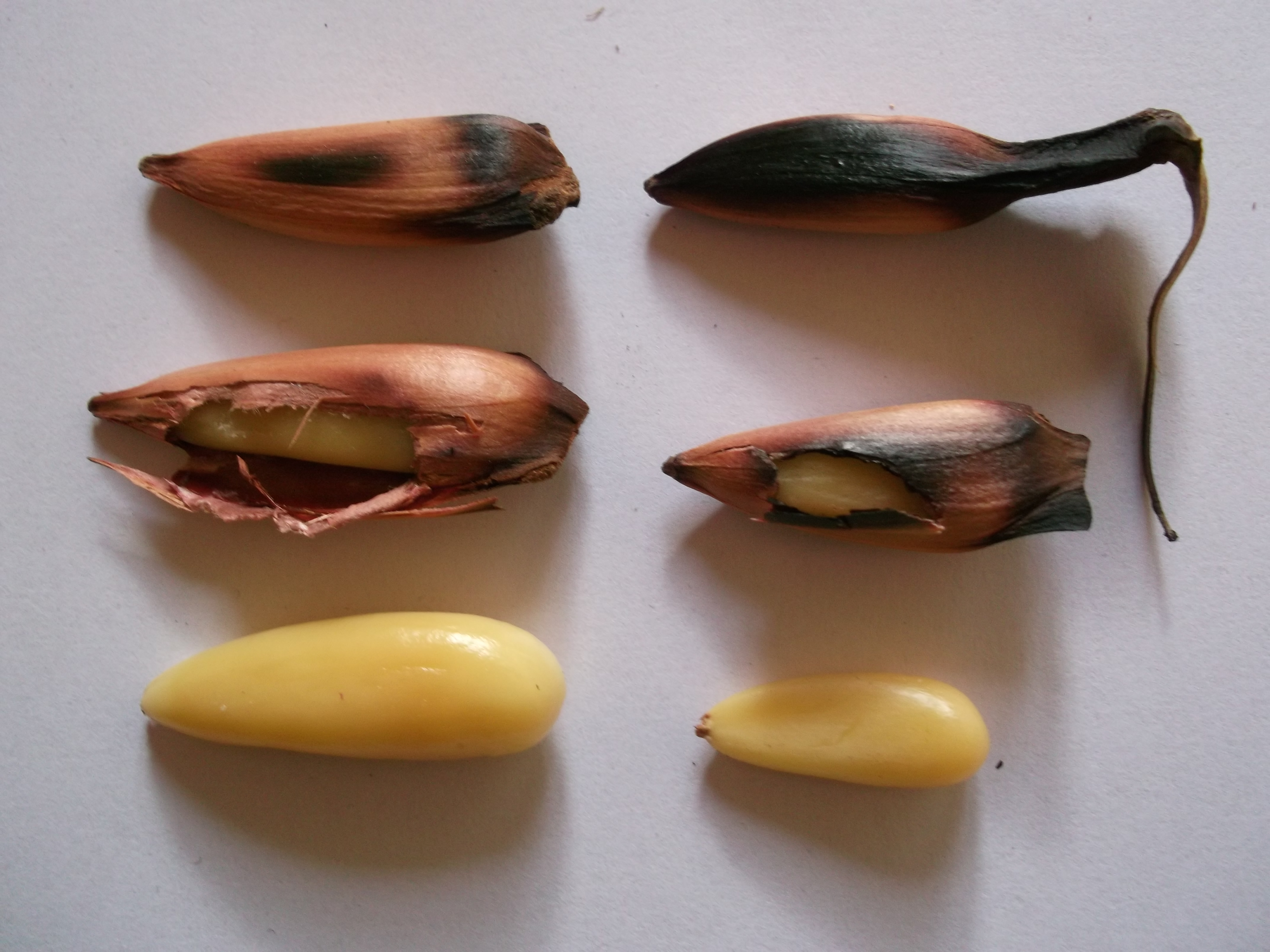
Piñones de Araucaria araucana asados

## Descripción
En Europa, los piñones son recolectados de la especie Pinus pinea (pino piñonero), el cual ha sido cultivado por sus frutos durante más de 6000 años y cuya recolección de árboles silvestres se remonta mucho atrás en el tiempo. Otra de las especies utilizadas, aunque en menor medida, es Pinus cembra.
En Asia se recolectan de dos especies, principalmente: Pinus koraiensis, en el noreste y Pinus gerardiana, en la zona occidental del Himalaya. Otras especies usadas en menor grado son: Pinus sibirica, Pinus pumila, Pinus armandii y Pinus bungeana.
En Norteamérica, las tres principales especies de pinos piñoneros son: Pinus edulis, Pinus monophylla y Pinus cembroides (el pino mexicano). Otras especies menos utilizadas son: Pinus sabineana, Pinus torreyana y Pinus lambertiana.
En Sudamérica, específicamente Chile , Perú y Argentina se usa el término piñón para referirse igualmente a la semilla del Araucaria araucana; la cual es más grande, harinosa y no tiene una cáscara tan dura como los piñones del género Pinus. En Brasil son recolectados los piñones de la especie Araucaria angustifolia.
Los piñones están cubiertos por una cáscara dura, más o menos gruesa dependiendo de la especie. 

## Propiedades y usos

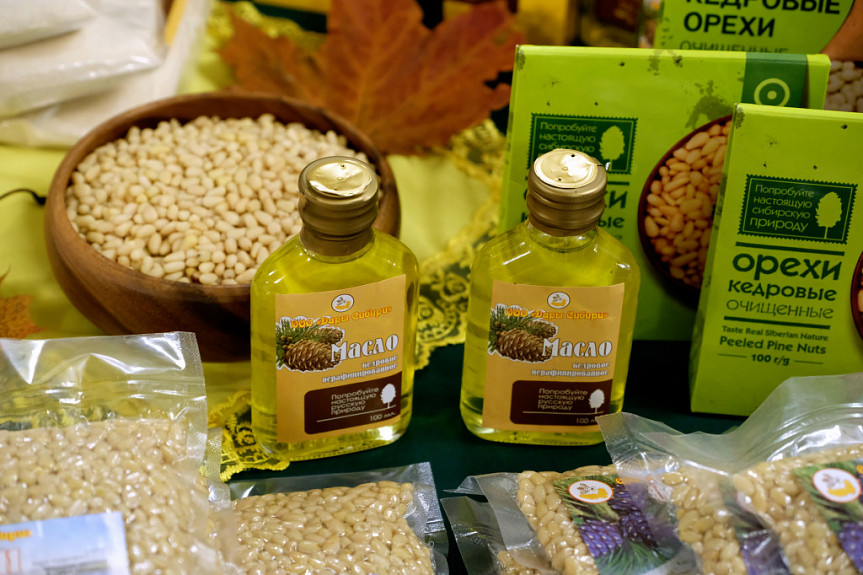
Piñones sin cáscara y aceite de cedro en ampollas. Buriatia, Rusia

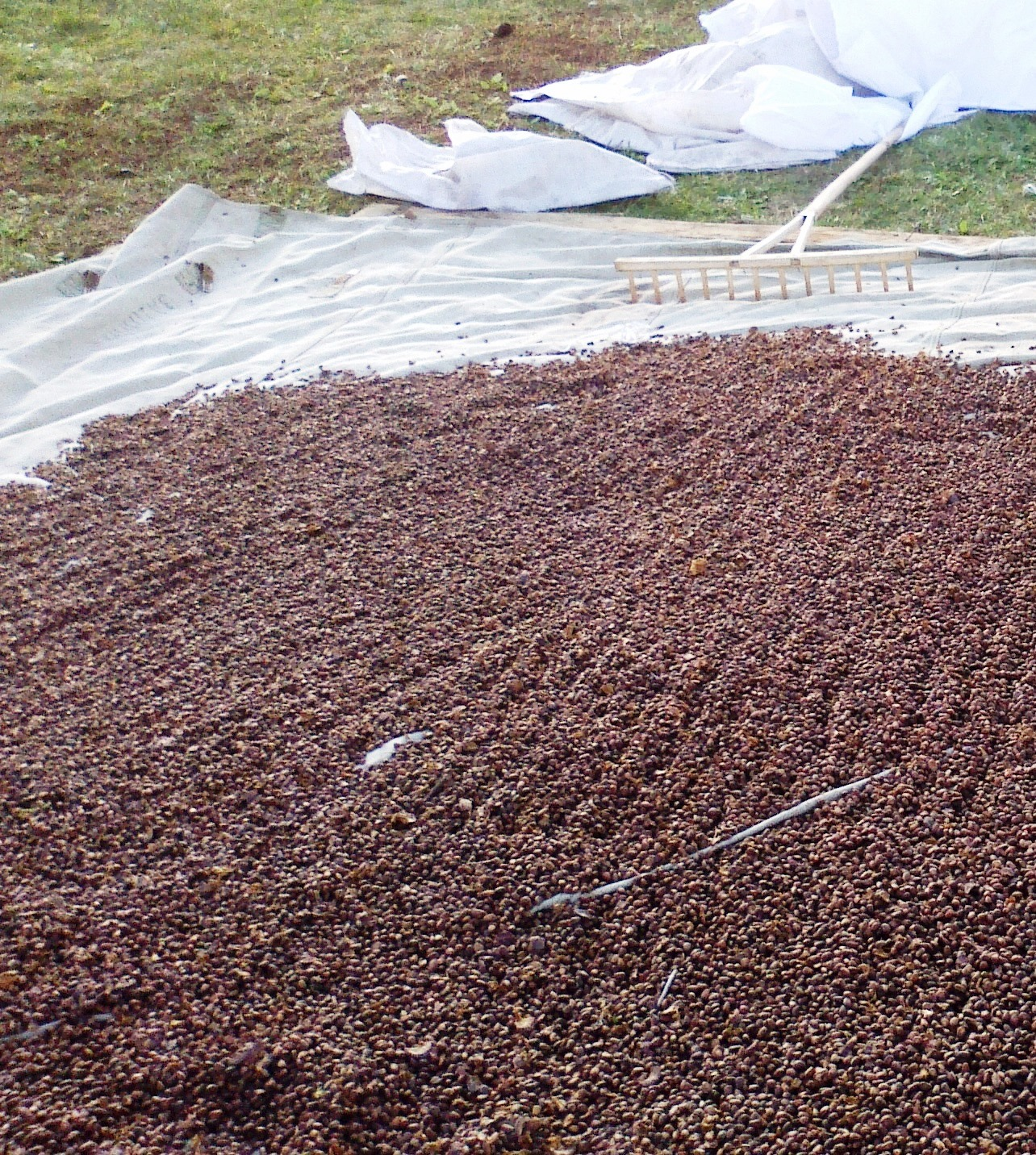
Secado de piñones

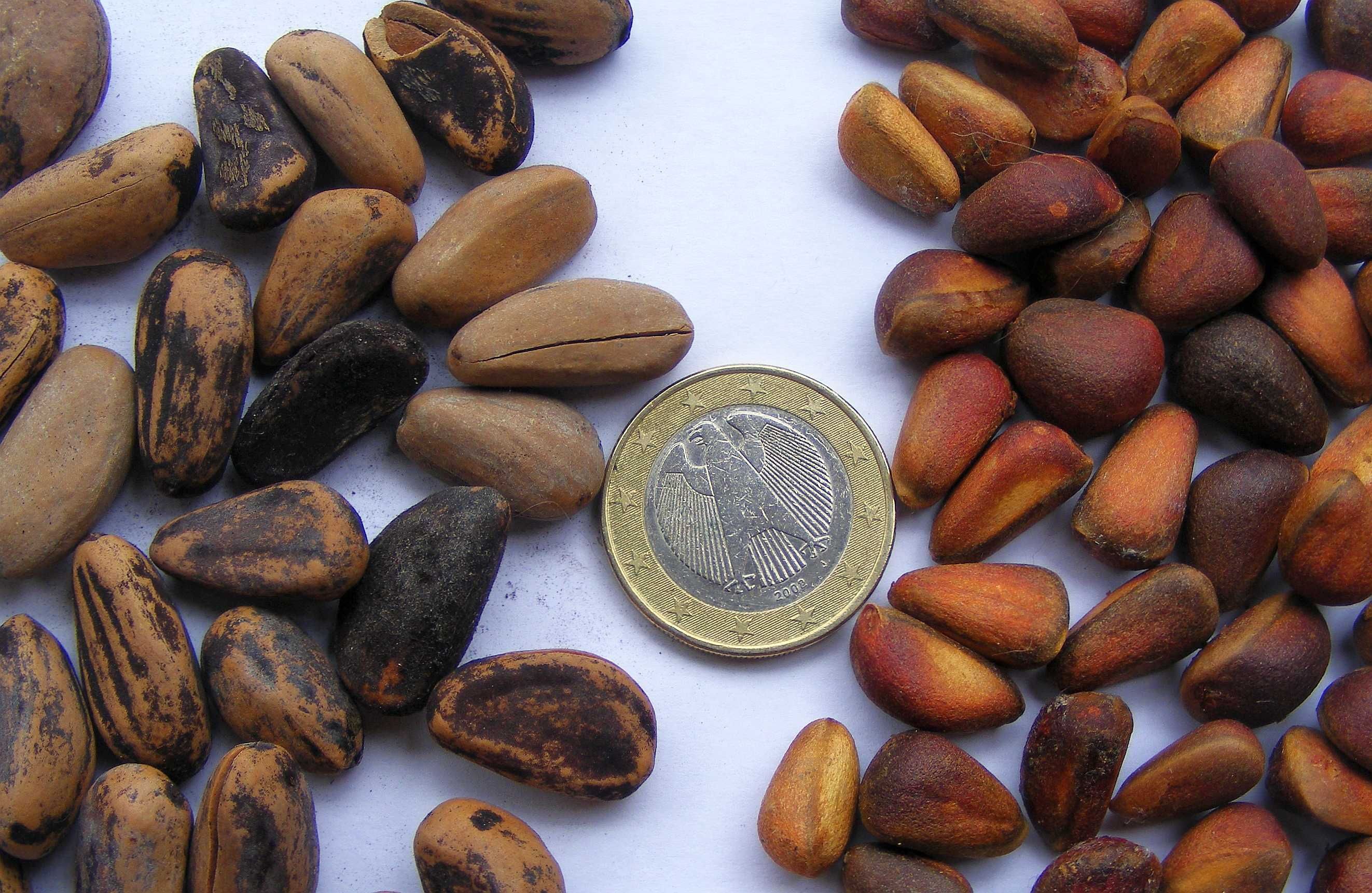
Piñones de pino piñonero (izquierda) y de pino cembro (derecha)

Por cada 100 gramos de piñones, el contenido en proteínas es de 31 gramos; una proporción muy alta entre los frutos secos. Asimismo, son una fuente de fibra.
En general, en la cocina mediterránea se añaden con frecuencia a la carne, al pescado, en ensaladas, en platos de verduras y también a dulces y postres. En la gastronomía catalana y valenciana se usan a menudo tanto en recetas dulces, como la coca de piñones o los panellets, como ensalada, como las espinacas a la catalana. Son un componente esencial de una salsa italiana, el pesto. En el suroeste francés se utilizan típicamente en la ensalada landesa. En Grecia y en el Magreb se utilizan, entre otros postres, para algunas variedades de Baclava. 
En México es de consumo popular como botana y para elaborar dulces. A nivel histórico pudo ser el alimento de supervivencia que permitió a los mexicas su peregrinar desde el Aztlan [cita requerida].
En Brasil es el consumo popular especialmente en el sur y sureste del país . Se consume cocido, asado y se utiliza para hacer pasteles .
En las zonas australes de Chile y Argentina su uso es común especialmente dentro de la cultura mapuche; de este piñón se elabora harina, para posteriormente elaborar pan. También se consume cocido, frito, en conserva, etc. 